# Hylobates
Hylobates es un género de primates hominoideos pertenecientes a la familia Hylobatidae. Hasta hace poco se agrupaba a los gibones en un solo género, pero recientemente, Hylobates fue asignado como un género más dentro de cuatro existentes.Su nombre significa "caminante del bosque", proveniente del griego ὕλη (hūlē), "bosque", y βάτης (bates), "el que camina".

## Especies
- Hylobates agilis
- Hylobates albibarbis
- Hylobates abbotti
- Hylobates funereus
- Hylobates klossii
- Hylobates lar
- Hylobates moloch
- Hylobates muelleri
- Hylobates pileatus